# Antonio Carnero
Antonio Carneiro, más conocido como Antonio Carnero fue un militar y escritor luso-hispano.

## Biografía
Fue un oficial real de la corona española que prestó sus servicios como contador del sueldo en los ejércitos de Flandes y de Italia. También dejó escrita una crónica sobre la Guerra de los Ochenta Años, desde su inicio, hasta la Tregua de los doce años.
Hasta 1584 servía a don Enrique de Guzmán, conde de Olivares, como administrador de su casa, año en que pasó a Bruselas para asistir como oficial mayor a su tío Alonso Carnero, que era contador del Ejército de Flandes. Él mismo pasó a ser contador entre 1587 y 1589. En la década de 1610 fue contador de artillería en el ejército del Milanesado, y en 1622 regresó a los Países Bajos. 

## Obra
En 1625 publicó en Bruselas, la Historia de las gverras civiles qve ha avido en los Estados de Flandes des del año 1559. hasta el de 1609. y las cavsas de la rebelión de dichos estados